# Ronde van Frankrijk 2024/Tweede etappe
De tweede etappe van de Ronde van Frankrijk 2024 was opnieuw een heuvelrit in Italië met een lengte van 199 kilometer. De etappe werd verreden op 30 juni met start in Cesenatico en eindigde in Bologna.

## Parcours
Er lagen zes beklimmingen in het parcours, vijf van derde categorie en één van vierde categorie, en het slotstuk vond plaats op een circuit rond Bologna, met de beklimming van de San Luca. Deze helling van 1,9 kilometer aan 10,6 procent moest twee keer worden beklommen.

## Verloop
De Fransman Kévin Vauquelin bezorgde Arkéa-B&B Hotels de allereerste Tourritzege voor zijn ploeg. Vauquelin liet zijn medevluchters al vroeg achter op de tweede San Luca-klim en hij kwam met een voorsprong van 43 seconden boven. Tadej Pogačar viel aan in het laatste gedeelte van de beklimming en Jonas Vingegaard volgt hem onmiddellijk. Evenepoel en Carapaz zetten alles op alles om de twee favorieten te in te halen, en slaagden daarin in de slotkilometer.
Vauquelin kwam juichend over de streep en hield 36 seconden voorsprong op de Noor Jonas Abrahamsen en 49 seconden op Quentin Pacher. Richard Carapaz kwam als tiende, samen met de topfavorieten Evenepoel, Pogačar en Vingegaard over de aankomstlijn. De Sloveen Tadej Pogačar werd de nieuwe geletruidrager.
Voor het team van Arkéa-B&B Hotels was het de eerste ritzege in de Tourgeschiedenis. Het was ook de eerste keer sinds 1968 dat er twee keer op rij gewonnen werd door een Fransman op het openingsweekend.

## Uitslag etappe
| Cesenatico – Bologna (199,0 km) |                    |                       |          |
| Plaats                          | Naam               | Ploeg                 | Tijd     |
| 1                               | Kévin Vauquelin    | Arkéa-B&B Hotels      | 4u43'42" |
| 2                               | Jonas Abrahamsen   | Uno-X Mobility        | +36"     |
| 3                               | Quentin Pacher     | Groupama-FDJ          | + 49"    |
| 4                               | Cristian Rodríguez | Arkéa-B&B Hotels      | z.t.     |
| 5                               | Harold Tejada      | Astana Qazaqstan      | z.t.     |
| 6                               | Nelson Oliveira    | Movistar Team         | +50"     |
| 7                               | Axel Laurance      | Alpecin-Deceuninck    | +1'12"   |
| 8                               | Mike Teunissen     | Intermarché-Wanty     | +1'33"   |
| 9                               | Hugo Houle         | Israel-Premier Tech   | +1'36"   |
| 10                              | Richard Carapaz    | EF Education-EasyPost | +2'21"   |
|                                 |                    |                       |          |
| 12                              | Remco Evenepoel    | Soudal Quick-Step     | 2'21"    |

 –  Jonas Abrahamsen was de strijdlustigste renner van de tweede etappe.

## Klassementen

### Algemeen klassement
| Algemeen klassement (gele trui) |                  |                           |          |
| Plaats                          | Naam             | Ploeg                     | Tijd     |
| Gele trui                       | Tadej Pogačar    | UAE Team Emirates         | 9u53'30" |
| 2                               | Remco Evenepoel  | Soudal Quick-Step         | z.t.     |
| 3                               | Jonas Vingegaard | Team Visma-Lease a Bike   | z.t.     |
| 4                               | Richard Carapaz  | EF Education-EasyPost     | z.t.     |
| 5                               | Romain Bardet    | Team dsm-firmenich PostNL | 6"       |
| 6                               | Maxim Van Gils   | Lotto Dstny               | +21"     |
| 7                               | Egan Bernal      | INEOS Grenadiers          | z.t.     |
| 8                               | Pello Bilbao     | Bahrain-Victorious        | z.t.     |
| 9                               | Tom Pidcock      | INEOS Grenadiers          | z.t.     |
| 10                              | Giulio Ciccone   | Lidl-Trek                 | z.t.     |

### Puntenklassement
| Puntenklassement (groene trui) |                     |                           |        |
| Plaats                         | Naam                | Ploeg                     | Punten |
| Groene trui                    | Jonas Abrahamsen    | Uno-X Mobility            | 67     |
| 2                              | Kévin Vauquelin     | Team dsm-firmenich PostNL | 60     |
| 3                              | Quentin Pacher      | Groupama-FDJ              | 35     |
| 4                              | Frank van den Broek | Team dsm-firmenich PostNL | 33     |
| 5                              | Harold Tejada       | Astana Qazaqstan          | 33     |

### Bergklassement
| Bergklassement (bolletjestrui) |                     |                           |        |
| Plaats                         | Naam                | Ploeg                     | Punten |
| Bolletjestrui                  | Jonas Abrahamsen    | Uno-X Mobility            | 23     |
| 2                              | Valentin Madouas    | Groupama-FDJ              | 11     |
| 3                              | Frank van den Broek | Team dsm-firmenich PostNL | 9      |
| 4                              | Ion Izagirre        | Cofidis                   | 8      |
| 5                              | Romain Bardet       | Team dsm-firmenich PostNL | 3      |

### Jongerenklassement
| Jongerenklassement (witte trui) |                  |                         |          |
| Plaats                          | Naam             | Ploeg                   | Tijd     |
| Witte trui                      | Remco Evenepoel  | Soudal Quick-Step       | 9u53'30" |
| 2                               | Maxim Van Gils   | Lotto Dstny             | + 21"    |
| 3                               | Tom Pidcock      | INEOS Grenadiers        | z.t.     |
| 4                               | Carlos Rodríguez | INEOS Grenadiers        | z.t.     |
| 5                               | Matteo Jorgenson | Team Visma-Lease a Bike | z.t.     |

### Ploegenklassement
| Ploegenklassement |                   |           |
| Plaats            | Ploeg             | Tijd      |
|                   | Team Movistar     | 29u40'42" |
| 2                 | UAE Team Emirates | + 30"     |
| 3                 | INEOS Grenadiers  | z.t.      |
| 4                 | BORA-hansgrohe    | z.t.      |
| 5                 | Soudal Quick-Step | z.t.      |

1e etappe ·
2e etappe ·
3e etappe ·
4e etappe ·
5e etappe ·
6e etappe ·
7e etappe ·
8e etappe ·
9e etappe ·
10e etappe ·
11e etappe ·
12e etappe ·
13e etappe ·
14e etappe ·
15e etappe ·
16e etappe ·
17e etappe ·
18e etappe ·
19e etappe ·
20e etappe ·
21e etappe
Startlijst · Eindstanden · Afbeeldingen